# 씬 (가수)
씬(Syn)은 대한민국의 가수다. 2019년 싱글 《In The Club》으로 데뷔했다.

## 방송
- 사인히어 (2019) - Top20(16위)

## 음반
- In The Club (2019)
- Butterflies. (2020)
- mmm (2020)
- Cycle (2021)